# Antheraea salthi
Antheraea salthi är en fjärilsart som beskrevs av Stack. 1884. Antheraea salthi ingår i släktet Antheraea och familjen påfågelsspinnare. Inga underarter finns listade i Catalogue of Life.